# Cinara lyallii
Cinara lyallii är en insektsart. Cinara lyallii ingår i släktet Cinara och familjen långrörsbladlöss. Inga underarter finns listade i Catalogue of Life.